# 古示現流
古示現流（こじげんりゅう）は古流剣術の一派。薩摩藩御流儀であった示現流の分派にあたる。しばしば小示現流と混同される。
示現流開祖の東郷重位の外孫の種子島時貞（島津義久の継室の女房・一之臺の養弟・北条時盛の養孫でもある）は示現流の剣技に優れ、独自の創意工夫を加えようとしたが、宗家たる東郷家と対立するに至り、結局独立することになった。時貞は己の剣術には重位の孫として秘伝が伝わると称した。彼が創意工夫を加えた示現流は古示現流と呼ばれた。
古示現流が示現流や小示現流と混同されることが多かったためか、『本藩人物誌』や「称名墓誌」では時貞が稲富流砲術や馬術の皆伝であったことには触れられているが、古示現流の祖であることは記されていない。
時貞の弟子・帆足親次は古示現流の奥義を極め、多くの弟子が集まった。このため、この流派は帆足流とも呼ばれた。さらに帆足親次の孫弟子・中原喜左衛門の代には中原流とも呼ばれた。